# Jiří Máška
Jiří Máška (* 2. listopadu 1955, Ražice) je český malíř. V roce 1983 emigroval do USA. Vystavoval v Hongkongu, New Yorku, Paříži, Seattlu, Los Angeles. Na honduraském ostrově Roatán, kde žil od roku 1997, postavil a provozoval pivovar. Vytvořil zde funkční repliky dvou starých plachetnic.

## Životopis
Jiří Máška se narodil 2. listopadu 1955 v obci Ražice nedaleko Písku. Dědeček Václav Brož u něho již v dětství objevil zálibu v malování. Malému chlapci se do jeho deseti let věnoval dědův přítel, malíř Václav Říhánek. Jiří začal chodit do „umělecké školy“ ve Strakonicích. Do šestnácti let se učil malovat u akademického malíře Jiřího Rejžka. V Praze vystudoval čtyřletý grafický obor u profesora Janocha. Po maturitě na střední škole začal pracovat jako vedoucí propagace v Parku kultury a oddechu v Českých Budějovicích. Věnoval se malování obrazů. S několika přáteli, malíři a sochaři, uspořádal v roce 1983 výstavu své tvorby. Pro současnou kulturní scénu byla jejich tvorba nepřijatelná. Po zrušení výstavy a propuštění ze zaměstnání emigroval Jiří Máška do Rakouska a následně do USA. Pracoval na rybářské lodi na Aljašce. Po půl roce práce na lodi si vydělal peníze a založil s kamarádem, také emigrantem, reklamní a grafickou firmu.
Ve studiu malířství pokračoval na Everett Community College u profesora Hansona ve Washingtonu. Vystavoval obrazy v Jackson Street Gallery v Seattlu. Reakce odborné i laické veřejnosti byly pozitivní. Uspořádal výstavy v Los Angeles, New Yorku a Vancoveru.
V roce 1991 se vrátil do České republiky, ale jeho představy o svobodném životě v Česku se nesplnily. V roce 1994 se vrátil do USA. Od roku 1999 žil na ostrově Roatán. Na ostrově postavil pivovar, věnoval se obchodu a stavěl repliky starých plachetnic. Postavil například Černou perlu, piráta Henry Morgana, také Santa Mariu, hlavní loď flotily Kryštofa Kolumba.
Je potřetí ženatý a má tři syny. V roce 2022, s ohledem na zdraví maminky, žije v České republice.

## Umělecká tvorba a ocenění
Jiří Máška bývá řazen do skupiny abstraktních expresionistů. Na základě výstavy v Pekingu v roce 2016 a 2017 dostal pozvání na uspořádání výstavy v Hongkongu, v Muzeu moderního umění a v prestižní galerií v centru Hongkongu, White Cube Gallery.
V roce 2018 získal Cenu za výtvarnou tvorbu a přínos modernímu umění od francouzské galerie Circle Faundation for Art v Lyonu. Ve stejném roce získal Hlavní cenu za malbu (Certifikate of excellence) v mezinárodní umělecké soutěži ARTAVITA v Miami.
V roce 2019 byl vybrán komisí vídeňského muzea MAMAG do „knihy umělců“ ART BOOK. Jako jediný český zástupce patří mezi umělce, kteří ovlivňují světové trendy v umění.
Umělecká společnost Art Production Corporation v New Yorku umístila Máškovy obrazy a sochy na své webové stránky.
Dlouholetý sběratel Máškových prací Pavel Diviš osvětlil v roce 2017 jeho tvorbuː
| „ | Jeho obrazy visí v mnoha galeriích po celém světě („Komunista na kole“ byl opakovaně zapůjčován do Musea of Modern Art v N.Y.). Jen letos již vystavoval v Bruselu, Košicích, New Yorku, Pekingu a po skončení této výstavy jede vystavovat do Bologne, kam byl vybrán jako jeden z dvanácti nejzajímavějších současných umělců. | “ |